# 瓦氏鸭嘴蛤
瓦氏鸭嘴蛤（学名：Laternula valenciennesii），是笋螂目薄壳蛤科薄壳蛤属的一种。主要分布于南海，常栖息在浅海泥沙质海底。